# Basilica di San Giorgio fuori le mura
La basilica di San Giorgio fuori le mura, annessa al monastero di San Giorgio degli Olivetani, è il luogo di culto cattolico più antico della città di Ferrara e si trova sulla riva destra del Po di Volano, nella contrada di Borgo San Giorgio.

## Storia
La storia della Basilica è strettamente legata alle origini di Ferrara.
Fra il VII e l'VIII secolo, a causa delle continue invasione barbariche che devastarono Voghenza, la sede vescovile venne spostata da Voghenza al Borgo San Giorgio situato nel Polesine di San Giorgio presso la biforcazione del Po, diventando il primo insediamento abitato di Ferrara.
Presto l'abitato di Ferrara si sviluppò sull'altra riva del Po attorno al castrum bizantino e la sede vescovile venne spostata nel 1135 nell'attuale cattedrale di Ferrara, anch'essa dedicata a san Giorgio, nel centro della città.
La chiesa venne completamente rifatta nel Quattrocento da Biagio Rossetti, rimaneggiata dal 1581 su progetto di Alberto Schiatti e ulteriormente modificata nel XVII e nel XVIII secolo con l'erezione della nuova facciata di Andrea Ferreri.

## Descrizione

### Esterno

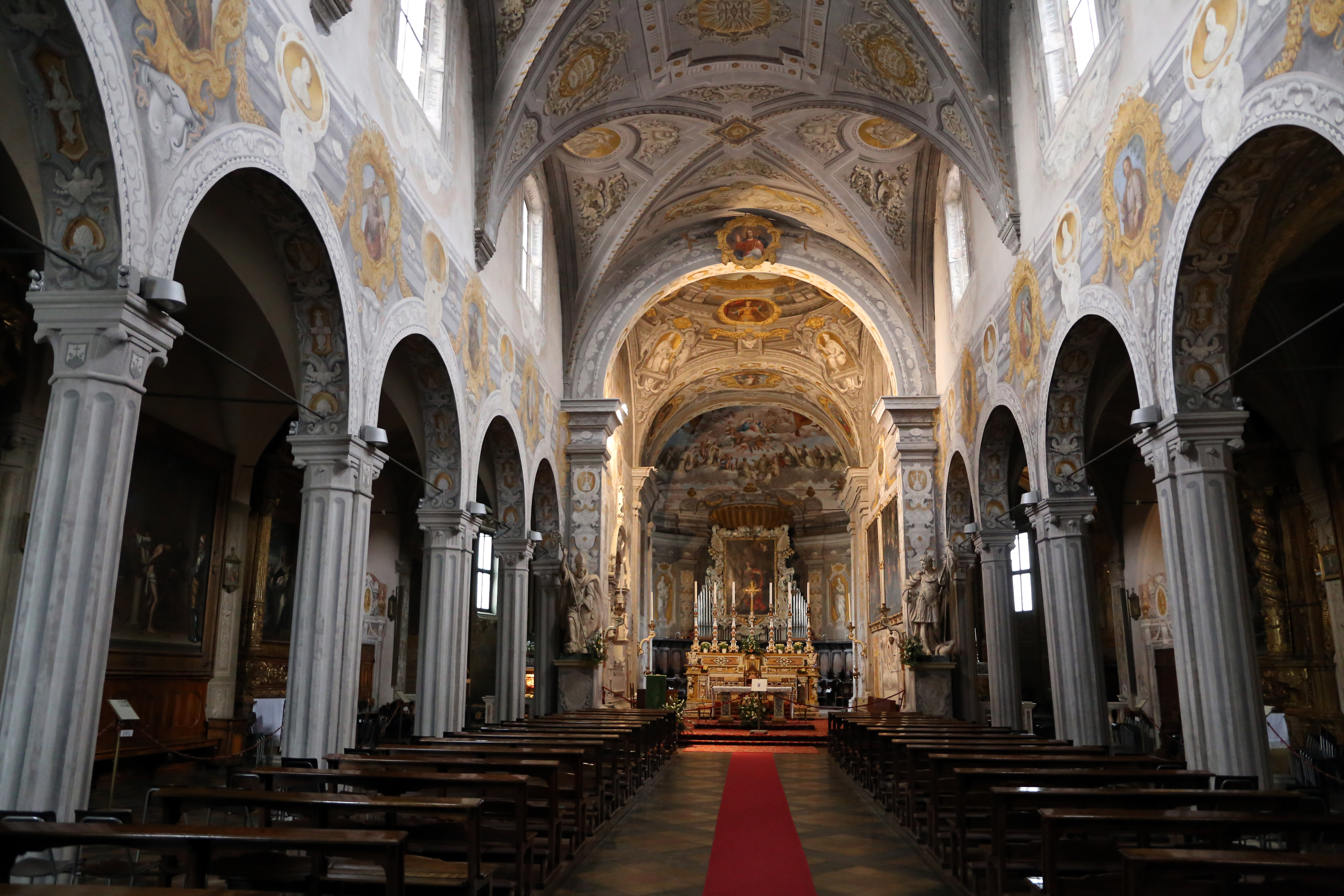
Interno

La basilica di San Giorgio fuori le mura sorge, come dice il suo nome, fuori dalle mura della città, sulla riva destra del Po di Volano. L'esterno è prevalentemente in stile rinascimentale; la facciata, invece, è in un sobrio stile barocco.

#### Facciata

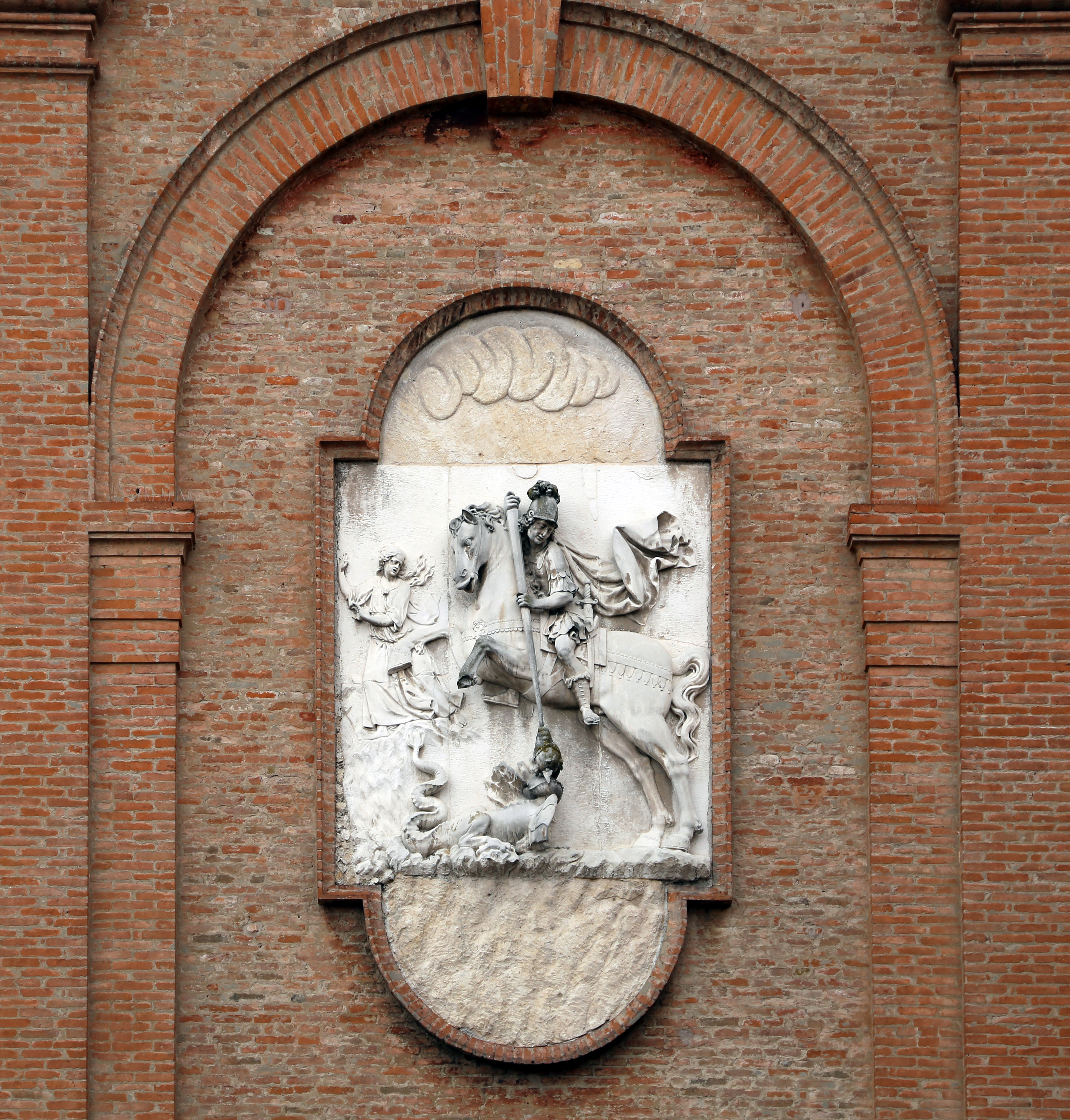
Dettaglio della facciata

La facciata della chiesa è stata realizzata nel 1722 su progetto di Andrea Ferreri, che ne curò anche la decorazione scultorea. Presenta una copertura a salienti, con una doppia coppia di lesene tuscaniche che sorreggono idealmente il frontone triangolare di coronamento. Al centro, vi è il portale, con semplice cornice in cotto; in corrispondenza di ciascuna delle due navate laterali, in basso, si apre una finestra rettangolare.
Sopra le navate laterali, vi sono due statue: a sinistra, un San Maurelio e, a destra, San Lorenzo. Al centro della facciata, in asse con il portale, vi è il bassorilievo in pietra con San Giorgio che uccide il drago realizzato da un ignoto artista veronese. Il timpano è coronato da una croce in ferro sopra un triplice monte decorato con rami di ulivo, simbolo della Congregazione Olivetana.

#### Campanile
Sulla sinistra della chiesa si innalza la torre campanaria rinascimentale.
Visibile da grande distanza e punto di riferimento a sud della città venne costruita con abbondante uso del cotto nel 1485 da Biagio Rossetti. La cella campanaria, si apre su ognuno dei quattro lati esterni con una bifora sorretta al centro da una colonnina marmorea. Il coronamento, rimasto incompiuto, consiste in un tronco di cono mozzato quasi alla base, affiancato da quattro guglie più piccole a pianta quadrata.
Una lapide sul campanile ricorda la pace di Bagnolo del 1484, che pose fine alla Guerra di Ferrara (1482-1484). Ai piedi del campanile si trova la tomba di Cosmè Tura.

#### Monastero

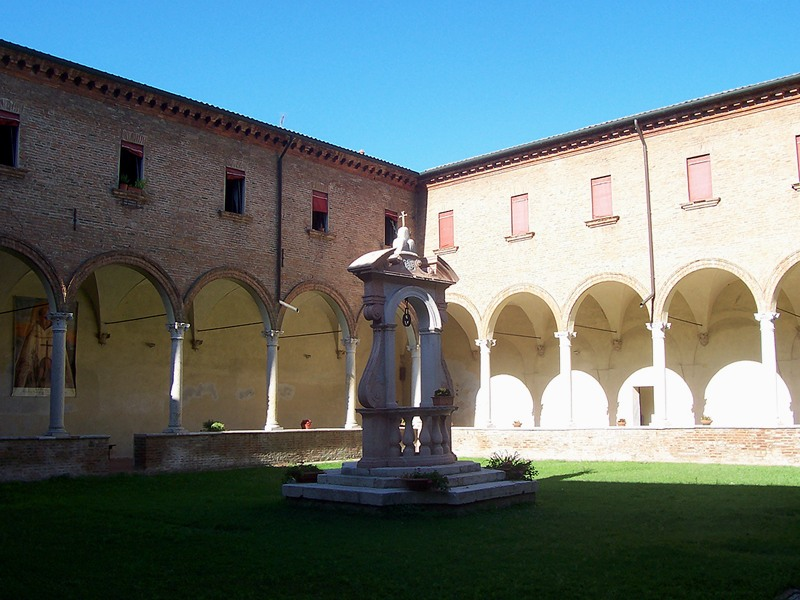
Il chiostro del monastero

Alla destra della chiesa, sorge l'edificio che ospita il monastero della Congregazione Olivetana, attualmente ridotto al solo chiostro ed agli ambienti attigui.
Il chiostro rinascimentale del XV secolo è a pianta quadrata, completamente circondato da un portico che si apre sullo spazio centrale con sette archi a tutto sesto per lato, sorretti da colonne in marmo. Al centro, l'elegante vera da pozzo del XVIII secolo in marmo bianco e rosso. 
All'interno del complesso del monastero rientra anche la sacrestia della basilica, in stile rinascimentale. Alle pareti si trovano diversi dipinti settecenteschi racchiusi da eleganti cornici ovali. I dipinti, realizzati da Francesco Parolini, raffigurano santi e beati appartenenti all'ordine degli Ovetani.   Appartengono allo stesso autore due tele inserite come soprapporta una con la Madonna e l'altra con Santa Francesca Romana.

### Interno

#### Navate
L'interno della basilica di San Giorgio fuori le mura è a pianta basilicale, con tre navate coperte con volta a crociera e separate da due file di archi a tutto sesto poggianti su colonne marmoree, ciascuna delle quali termina con un'abside semicircolare. Mentre la navata centrale è di tre campate, le due navate laterali, più strette e più basse rispetto alla centrale, sono di sei campate ciascuna. Tutte le volte, il presbiterio, le navate, le cappelle e l'abside sono state interamente affrescate da Francesco Ferrari nella seconda metà del XVIII secolo.

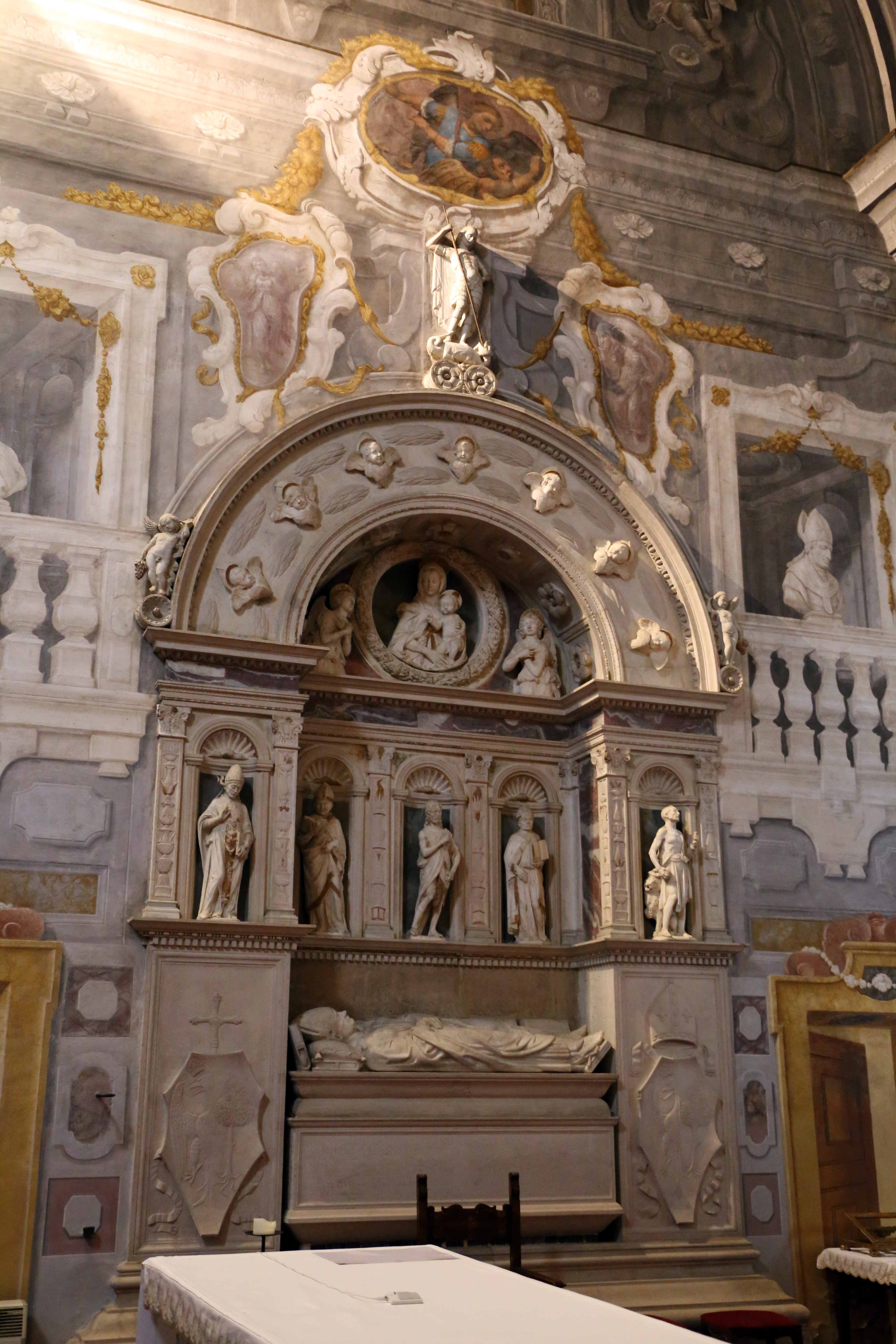
Monumento funebre di Lorenzo Roverella

Lungo le navate laterali, si trovano vari altari laterali, realizzati in epoche diverse; tra questi, l'altare della quinta campata della navata laterale destra è in legno dipinto, con frontone sostenuto da due colonne tortili. Fra i sepolcri presenti nella chiesa, vi sono quelli di Lorenzo Roverella (parete destra del presbiterio), vescovo di Ferrara, opera di Antonio Rossellino e Ambrogio Riva di Giacomo da Milano, risalente al XV secolo e la tomba di San Maurelio Vescovo, patrono della città assieme a san Giorgio, posta nella cappella di San Maurelio, in fondo alla navata laterale di sinistra.

#### Presbiterio ed abside
In fondo alla navata maggiore, avente la stessa larghezza di quest'ultima, vi è il presbiterio, a pianta quadrata, coperto con volta a cupola; esso è interamente affrescato sulle pareti e sul soffitto ed è rialzato di due gradini rispetto al resto della chiesa.
Ormai privo della balaustra marmorea che lo chiudeva dalla parte della navata, ospita, al centro, l'altare post-conciliare, in legno, e, in posizione arretrata, il grande altare maggiore barocco, in marmi policromi. Ai due lati del presbiterio, vi sono le grandi statue di San Maurelio, a sinistra, e San Giorgio, a destra, entrambe opera di Francesco Casella.
La grande abside semicircolare, più larga rispetto al presbiterio, ospita il coro ligneo dei monaci e, al centro, la pala settecentesca dello Scannavini: San Giorgio, con ricca cornice scolpita e dorata.

#### Opere d'arte
- Giacomo Bambini Adorazione dei Magi
- Francesco Naselli Miracolo di San Benedetto (San Benedetto che allontana il diavolo che impedisce agli operai di rimuovere un masso (navata destra)
- Francesco Naselli  Offerta dei Pani a San Benedetto
- Francesco Naselli Santa Francesca Romana con Angelo Custode
- Giacomo Parolini Tele (Sacrestia)
- Giuseppe Ragazzini Altare (XVIII sec, cappella di San Maurelio)
- Maurelio Scanavini (1682 abside)

Per la chiesa Cosmè Tura realizzò il Polittico Roverella, oggi parzialmente disperso e smembrato in numerosi musei, di cui sono visibili i tondi con il Giudizio e il Martirio di san Maurelio nella Pinacoteca nazionale di Ferrara.

#### Organo a canne

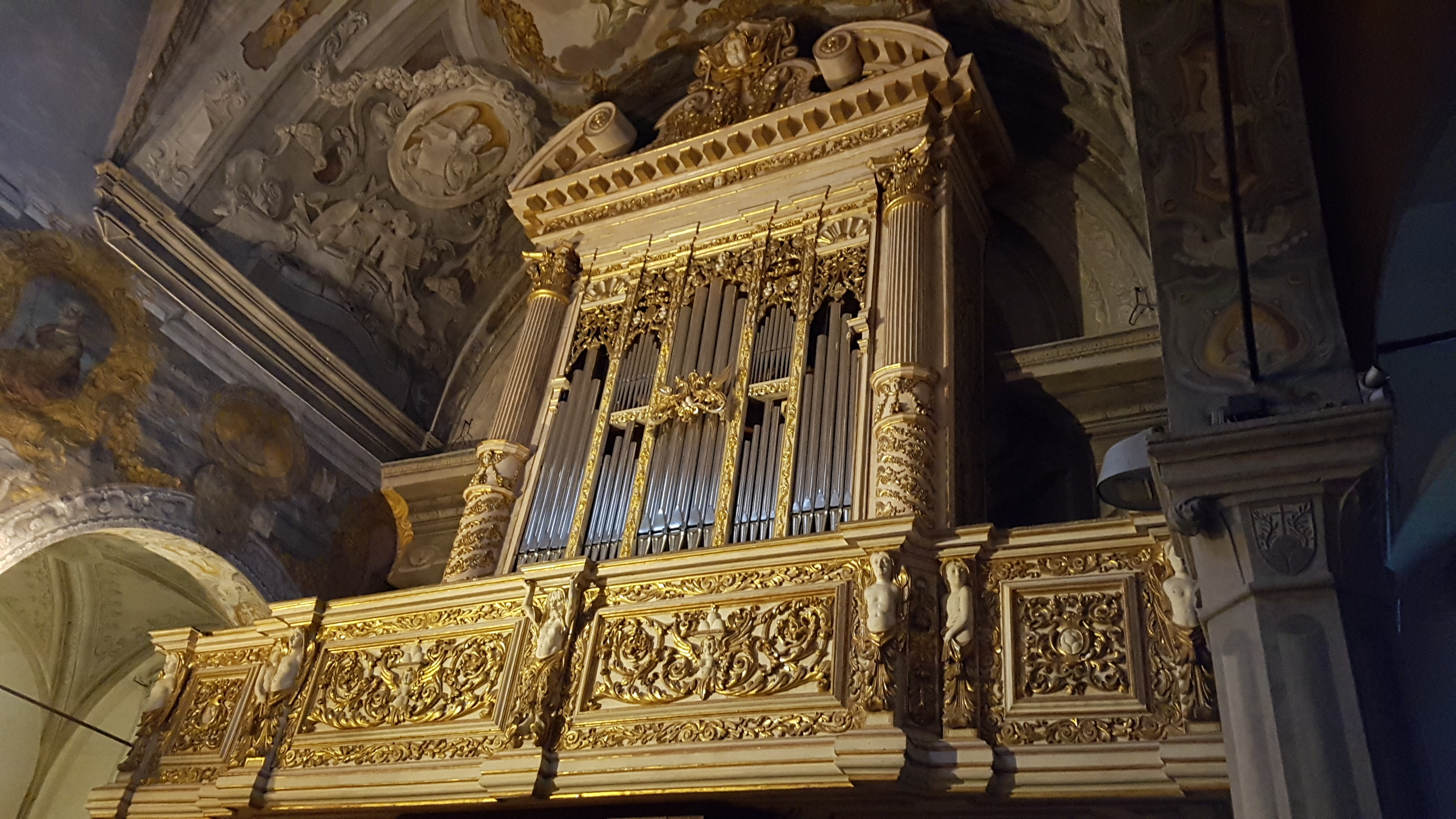
Organo in controfacciata

Sulla cantoria in controfacciata, si trova l'organo a canne Pinchi opus 446, collaudato il 13 marzo 2013 dall'organista titolare della Basilica. Lo strumento si ispira agli strumenti tedeschi, ma è racchiuso all'interno di un'antica cassa lignea barocca, riccamente decorata con rilievi dorati e con mostra composta da canne del registro principale di disposte in cuspidi in più campi. La trasmissione mista, meccanica per i manuali e il pedale, elettrica per i registri, con tre tastiere di 54 note ciascuna e pedaliera di 30 note. L'organo possiede 2306 canne disposte su 48 file; i registri reali sono 30 più 5 in prolungamento meccanico.

#### Disposizione fonica
| I - Hauptwerk  |        |
| Prinzipal      | 16'    |
| Prinzipal      | 8'     |
| Oktav          | 4'     |
| Superoktav     | 2'     |
| Mixtur III-VII | 1.1/3' |
| Rohrfloit      | 8'     |
| Nassat         | 2.2/3' |
| Trommet        | 8'     |
| Vox Humana     | 8'     |
| Tremolo        |        |

| II - Oberpositiv  |        |
| Quintaden         | 8'     |
| Gedackt           | 8'     |
| Prinzipal         | 4'     |
| Scharff III-V     | 1'     |
| Blockfloit        | 4'     |
| Waldfloit         | 2'     |
| Sesquialter II    | 2.2/3' |
| Dulzian Krummhorn | 16' 8' |
| Tremolo           |        |

| III - Oberwerk |        |
| Holfloit       | 8'     |
| Spitzfloit     | 4'     |
| Gemshorn       | 2'     |
| Siffloit       | 1.1/3' |
| Blockwerk V    | 8'     |
| Bahrpfeiff     | 8'     |
| Schalmei       | 4'     |
| Cornet V       | 8'     |
| Tremolo        |        |

| Pedalwerk  |         |
| Prinzipal  | 16'     |
| Prinzipal  | 8'      |
| Oktav      | 4'      |
| Subbass    | 16'     |
| Gedackt    | 8'      |
| Rohrquinte | 10.2/3' |
| Quinte     | 5.1/3'  |
| Posaunen   | 16'     |
| Trommet    | 8'      |